# Баглайки
Баглайки (укр. Баглайки) — село в Красиловском районе Хмельницкой области Украины.
Население по переписи 2001 года составляло 227 человек. Почтовый индекс — 31072. Телефонный код — 3855. Занимает площадь 1,628 км². Код КОАТУУ — 6822782902.

## Местный совет
31072, Хмельницкая обл., Красиловский р-н, с. Западинцы, ул. Ленина